# 31.º governo republicano (Portugal)
O 31.º governo da Primeira República Portuguesa nomeado a 30 de agosto de 1921 e exonerado a 19 de outubro de 1921, foi liderado por António Granjo, tendo este sido assassinado nessa mesma data.
A sua constituição era a seguinte:
| Cargo                               | Detentor | Detentor                                         | Período                                       |
| ----------------------------------- | -------- | ------------------------------------------------ | --------------------------------------------- |
| Presidente do Ministério            |          | António Granjo (1881–1921)                       | 30 de agosto de 1921 a 19 de outubro de 1921  |
| Ministro do Interior                |          | António Granjo (1881–1921)                       | 30 de agosto de 1921 a 19 de outubro de 1921  |
| Ministro da Justiça e dos Cultos    |          | Raul Lelo Portela (1888–1972)                    | 30 de agosto de 1921 a 19 de outubro de 1921  |
| Ministro das Finanças               |          | António Vicente Ferreira (1874–1953)             | 30 de agosto de 1921 a 19 de outubro de 1921  |
| Ministro da Guerra                  |          | António Maria de Freitas Soares (1877–1953)      | 30 de agosto de 1921 a 19 de outubro de 1921  |
| Ministro da Marinha                 |          | Ricardo Pais Gomes (1868–1928)                   | 30 de agosto de 1921 a 19 de outubro de 1921  |
| Ministro dos Negócios Estrangeiros  |          | João de Melo Barreto (1873–1935)                 | 30 de agosto de 1921 a 19 de outubro de 1921  |
| Ministro dos Negócios Estrangeiros  |          | António Ginestal Machado (interino) (1874–1940)  | 8 de outubro de 1921 a 19 de outubro de 1921  |
| Ministro do Comércio e Comunicações |          | Francisco Fernandes Costa (1867–1925)            | 30 de agosto de 1921 a 12 de outubro de 1921  |
| Ministro do Comércio e Comunicações |          | António Curson (1873–1956)                       | 12 de outubro de 1921 a 19 de outubro de 1921 |
| Ministro das Colónias               |          | Manuel Ferreira da Rocha (1885–1951)             | 30 de agosto de 1921 a 19 de outubro de 1921  |
| Ministro da Instrução Pública       |          | António Ginestal Machado (1874–1940)             | 30 de agosto de 1921 a 19 de outubro de 1921  |
| Ministro do Trabalho                |          | Júlio Ernesto de Lima Duque (1859–1927)          | 30 de agosto de 1921 a 19 de outubro de 1921  |
| Ministro da Agricultura             |          | Francisco Fernandes Costa (interino) (1867–1925) | 30 de agosto de 1921 a 3 de setembro de 1921  |
| Ministro da Agricultura             |          | António Aboim Inglês (1869–1941)                 | 3 de setembro de 1921 a 19 de outubro de 1921 |